# Enno von Rintelen
Enno Emil von Rintelen (Stettino, 6 novembre 1891 – Heidelberg, 7 agosto 1971) è stato un generale tedesco, addetto militare in Italia e in Albania.

## Biografia
Rintelen nacque il 6 novembre 1891 a Stettino dal tenente generale Wilhelm Rintelen e da Hedwig Russelle e, dopo aver frequentato il liceo di Cüstrin, si arruolò nell'esercito prussiano il 17 settembre 1910, assegnato al 1. Pommersches Grenadier-Regiment "König Friedrich Wilhelm IV" Nr. 2, con il quale combatté nella prima guerra mondiale. Dopo aver frequentato la scuola militare, fu promosso sottotenente il 27 gennaio 1911 e fu posto al comando di un plotone, per poi essere promosso comandante di compagnia nel 1913 nello stesso reggimento. Rintelen ebbe il permesso di aggiungere "von" al cognome, dopo che suo padre entrò nella nobiltà ereditaria prussiana. Il 18 settembre 1915 fu promosso tenente. Il 18 ottobre 1918 fu promosso capitano e fu decorato con entrambe le Croci di Ferro (I e II classe).
Il 9 giugno 1920 sposò Ernina Boy-Keßler, figlia del maggiore Harry von Keßler, dalla quale ebbe il 4 aprile 1921 Frieda Dorothea Ernina Gerlind von Rintelen e Harald von Rintelen il 15 marzo 1923. Fu promosso maggiore il 1º aprile 1931 e il 1º dicembre 1933 fu promosso tenente colonnello. Il 1º ottobre 1935 fu promosso colonnello e partecipò ai corsi presso l'Accademia della Wehrmacht a Berlino. Il 1º ottobre 1936 fu addetto militare nell'ambasciata tedesca in Italia a Roma e dal 5 dicembre 1937 all'aprile 1939 addetto militare dell'Albania. Il 1º giugno 1939 fu promosso maggior generale a Roma e il 20 aprile 1940 fu nominato generale tedesco nel Comando Supremo italiano. Il 1º luglio 1942 fu promosso General der Infanterie e fu sostituito il 1º settembre 1943 da Rudolf Toussaint, venendo trasferito nella riserva dell'OKH. Dal 5 gennaio 1944 al 25 gennaio 1944 frequentò il corso per comandanti generali e il 31 dicembre 1944 fu congedato dal servizio militare. Dopo la guerra fu prigioniero di guerra, fino a quando nel 1952 divenne direttore della cantina Reichsrat von Buhl a Deidesheim.